# ロバート・ハンセン
ロバート・ハンセン（英語: Robert Hansen, 1939年2月15日 - 2014年8月21日）は、アメリカのシリアルキラーであり、メディアからはブッチャーベイカー（屠殺パン屋）と呼ばれていた。
1971年から1983年の間に、ハンセンは、アラスカ州アンカレッジ周辺で少なくとも17人の女性を拉致・強姦・殺害した。その方法はアラスカの荒野で自動小銃とナイフを使って狩りをするかのように犠牲者を追い詰めていくものだった。彼は1983年に逮捕され有罪判決を受け、仮釈放の可能性なしの461年の終身刑を宣告された。

## 若いころ
ロバート・ハンセンは1939年にアイオワ州 エスタービルにて、デンマーク移民の子として生まれ、後に父の跡を継いでパン屋となった。
幼少期は痩せ細っており、吃音と成人した後も痕になって残ったニキビ跡のせいで酷くシャイな性格をしていた。学校で人気者の女子たちから避けられていたことが、後の女性を対象にした「ハンティング」につながることになる。
幼少期から青年期を通じて、物静かで孤立していたといい、支配的な父親との関係は良好とは言えなかった。狩猟とアーチェリーの練習をし始め、しばしばこれらの娯楽に逃避した。
1957年に、ハンセンは合衆国陸軍予備軍に入隊し、1年間任務についていた。その後は、アイオワ州ポカホンタスの警察アカデミーで、新人の兵士相手に訓練を行う下士官助手として働いた。同地で年下の女性と関係を持ち、1960年の夏には結婚もしている。
1960年12月7日、彼はポカホンタス郡教育委員会のスクールバスのガレージを焼失させたとして逮捕され、アナモサ州刑務所で3年間の懲役刑が宣告され、20ヵ月間刑に服した。刑務所に収監されている間、妻は離婚を申し立てている。その後の数年間で、彼はささいな窃盗のために数回投獄された。1963年には再婚し、1967年に妻と2人の子供を連れてアラスカ州のアンカレッジに引っ越した。アンカレッジでは、近隣住民からの評判も良く、地元の狩猟記録をいくつか更新した。
1972年、ハンセンは暴行容疑で有罪判決を受けた。6ヶ月間の服役の後、職業訓練プログラムを受けている。1976年にはアンカレッジの百貨店からチェーンソーを盗んだことで有罪判決を受け、5年間の懲役刑のほか、双極性障害に係る精神科治療を受けるよう通告された。後にアラスカ最高裁判所は彼の刑を減刑し、ハンセンは期間満了の後釈放された。

## 捜査
1983年6月13日、17歳の売春婦シンディ・ポールソンが、半裸で手錠を掛けられた状態のままハンセンの監禁から脱出したことが逮捕のきっかけとなった。ハンセンはシンディと200ドルで合意し、オーラルセックスをするように申し出た。しかし彼女が車に入ったとき彼女に銃口を突き付けてマルドン（Muldoon）にある彼の自宅に彼女を連行した。そこで彼は彼女を監禁の上、拷問・強姦し、性的暴行を加えた。ハンセンは自宅の地下室でシンディの首に首輪をつけて鎖につなげた後、近くのソファで昼寝をしていたと彼女が警察に証言している。彼は目覚めると彼女を再び車に連れ込み、メリルフィールド飛行場に連れて行った。ハンセンは「自分の小屋に連れて行く」つもりだと言った（ニック川のマタヌスカ渓谷のエリアでボートまたはブッシュプレーン のみでアクセス可能な場所）。ポールソンは車体の後部座席に身をかがめて手首をかがめており、ハンセンが飛行機のコックピットの積み込みに忙しくなるまで脱出を待っていた。ハンセンが背中を向けている間に、ポールソンは後部座席から運転席のドアを開けそのまま這い出して、近くのシックスアベニューに向かって走った。
彼女は後に警察に対し、彼女が車の中にいた証拠として、セダンの後部座席の助手席側の床に自分の青いスニーカーを残してきたと証言した。パニックになったハンセンは彼女を追いかけたが、彼女は既に通りに出ており、通りかかったトラックを呼び止めた。運転手はシンディの異様な姿に驚いて車を止め、彼女をマッシュ・イン（Mush Inn）まで送った。マッシュ・インを出た彼女は、モーテルの中に入って行った。彼女が店員に対しビッグ・ティンバー・モーテル（Big Timber Motel）に居るボーイフレンドに電話できるように懇願している間、トラックの運転手は仕事に戻り、裸足で手錠をかけられた女性がいると警察に通報した。
アンカレッジ警察の警察官はマッシュ・イン（Mush Inn）に到着すると、若い女性がビッグ・ティンバー・モーテルに向かってタクシーに乗ったという目撃証言を得た。警察官もビッグ・ティンバー・モーテルに移動し、そこでシンディ・ポールソンを見つけた。彼女はアンカレッジ警察本部に連れて行かれ、そこで彼女は加害者について証言をした。事情を訊かれたハンセンは、彼女が交渉で決めたことに応じず、単に彼女が問題を起こそうとしたのだと述べて、関与を否定した。ハンセンは前科があったものの、彼の柔和な物腰とパン職人というささやかな職業を持っていたことに加え、彼の友人ジョン・ヘニングからの強いアリバイもあり、重要人物として挙がっていながらも捜査は滞ってコールド・ケースとなった。
アラスカ州警察の刑事グレン・フロス（Glenn Flothe）は、アンカレッジ、スワード、Matanuska-Susitna Valley周辺のいくつかの遺体の発見を調査するチームの一員だった。初期の遺体はEklutna Road近くの建設作業員により発見され、身元が判明できないことから捜査官により「Eklutna Annie」という呼称がつけられた。その年の後半、ジョアンナ・メッシーナの遺体がスワード近くの砂利採掘場で発見され、1982年に23歳のシェリー・モローの遺体がクニック川近くの浅い窪地で発見された。フロスは、彼女たち3人を殺害した犯人は同一人物であると考えていた。フロスは連邦捜査局（FBI）の捜査官ロイ・ヘーゼルウッドに連絡を取り、回収された3つの遺体に基づいてプロファイリング作成を依頼した。 ヘーゼルウッドは、殺人者が自尊心の低い経験豊富なハンターであり、女性に拒絶された過去があり、被害者の宝飾品など殺害の「記念品」を収集していると考え、吃音持ちであることを示唆した。フロスはこのプロファイルに該当する容疑者を捜査し、飛行機を所有していたハンセンにたどり着くことになる。
ポールソンの証言とヘーゼルウッドのプロフィールを元に、フロスとアンカレッジ警察はハンセンの飛行機、車と家に対する捜索令状を確保した。1983年10月27日、捜査官はハンセンの屋根裏部屋の角に隠れた場所で、行方不明の女性の一部に属する宝石類と一連の銃器を発見した。また、ヘッドボードの後ろには、小さな「x」マークが付いた航空地図が隠されていた。
自宅で見つかった証拠で問い詰められ、最初ハンセンはできる限り否定したが、最終的に女性を非難し始めて動機を正当化しようとした。数々の証拠を提示された彼は最終的に自白し、1971年からのアラスカでの女性に対する襲撃を認めた。ハンセンの最も初期の犠牲者は、彼の発見につながった犠牲者とは異なり、通常16〜19歳の若い女性で、売春婦では無かった。

## 知られている犠牲者
ハンセンは30人以上のアラスカの女性を襲撃し、強姦したことで知られている。彼は16歳から41歳までの範囲の、少なくとも17人を殺害した。
- リサ・フトレル、41歳（遺体はハンセンの協力により発見）
- Malai Larsen、28歳（確認、遺体はハンセンの協力により発見）
- Sue Luna、23歳（確認、遺体はハンセンの協力により発見）
- Tami Pederson、20歳（確認、遺体はハンセンの協力により発見）
- Angela Feddern、24歳（確認、遺体はハンセンの協力により発見）
- テレサ・ワトソン（確認、遺体はハンセンの協力により発見）
- DeLynn "Sugar" Frey（1985年8月20日、ニック川の砂州で新しいタイヤをテストするパイロットによって発見）
- ポーラ・ゴールディング（確認済み、遺体発見）
- Andrea "Fish" Altiery（認められた、遺体は発見されず）
- シェリー・モロー、23歳（入院、遺体発見）
- " Eklutna Annie "（身元不明）
- ジョアンナ・メッシーナ（入院、遺体は発見されず）
- ロビン・ペルキー、19歳(ハンセンの助けを借りて遺体を発見。身元不明のままホースシュー・ハリエットと長年呼ばれていたが、後にDNA鑑定で身元を特定）[14]
- Roxane Easland、24歳（確認済み、遺体は発見されず）
- Ceilia "Beth" Van Zanten、17歳（本人は関与を否定しているが、航空地図上のxのために疑われる。遺体発見）
- Megan Emerick、17歳（否定されたが、航空地図上のxのために疑われる、遺体は発見されず）
- Mary Thill、22歳（拒否されたが、航空地図上のxのために疑われる、遺体は発見されず）

## 裁判、および晩年

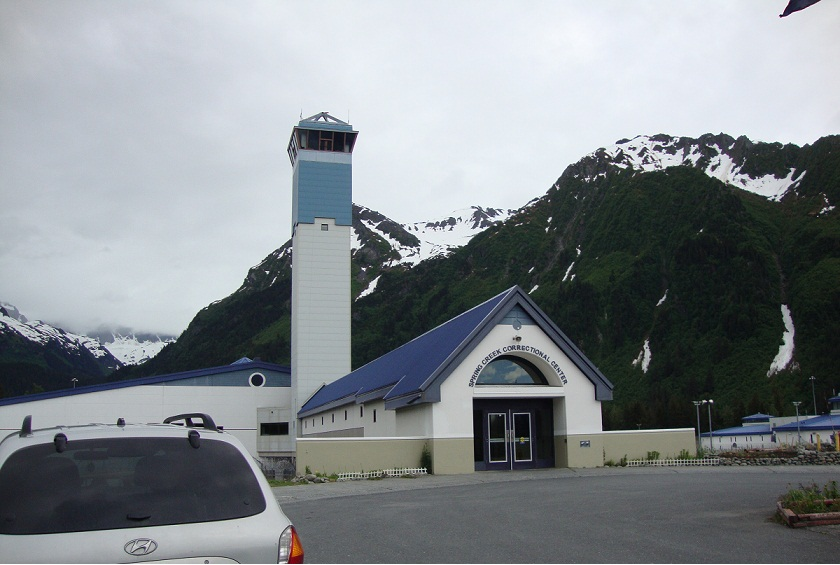
ハンセンが長年拘禁されていたスプリングクリーク矯正センター

逮捕されると、ハンセンは暴行、誘拐、複数の武器による犯罪、および窃盗と保険金の詐欺で起訴された。最後の起訴内容は、彼がパイパー スーパーカブを購入するために使ったいくつかのトロフィーの窃盗容疑で保険会社に提出された請求に関連していた。裁判で、彼は後で彼の裏庭でトロフィーを取り戻したが、保険会社に知らせるのを忘れたと主張した。
弾道テストによって、犯罪現場で発見された弾丸とハンセンのライフル銃の弾が一致したと判明し、彼は司法取引に入った。彼は、警察が証拠を持っていた4人の殺人について有罪を認め、他の犠牲者についての詳細を提供した。司法取引のもう一つの条件は、彼の航空地図上のマーキングを解読し、他の犠牲者の遺体捜索に協力することだった。彼は女性がどのように誘拐されたかについての警察の理論を確認し、彼女が彼を警察に通報しないことを彼に確信させれば彼が時々潜在的な犠牲者を手放すだろうと加えた。彼は1970年代初頭に殺人を始めたと認めた。
彼は、サウスセントラルアラスカとその周辺の17の遺体遺棄場所を捜査員に供述し、そのうち12件については捜査員も知らない事件のものだった。彼の地図には、まだスワード近くの復活湾の3つを含む、証言を拒否しているものが残っていた。当局は、これらの印のうち2つは、殺害を否定したMary ThillとMegan Emrickの墓とみている。殺害された21人のうち12人の遺体が警察によって掘り起こされ、家族に返された。ハンセンは仮釈放の可能性なしに、刑務所で461年の刑を言い渡された。1988年、彼はアラスカに移送され、 ジュノーのレモンクリーク矯正センターに一時収容された。その後、彼は健康上の理由でアンカレッジ矯正施設に移送され、2014年5月までスワードのスプリングクリーク矯正センターに収容された。
ハンセンは2014年8月21日、アンカレッジのアラスカ地域病院で、75歳で亡くなった。

## フィクションでの扱い
2013年に公開された映画『フローズン・グラウンド』はハンセンの犯罪を題材としており、ハンセン役はジョン・キューザックが、逮捕のきっかけとなった売春婦シンディ役はヴァネッサ・ハジェンズがそれぞれ演じた。
トム・エバーハードが監督を務めた、2007年のスリラー映画『NAKED ネイキッド』には、 ハンセンをモデルとした殺人鬼が登場する。